# Там, где я не был
Там, где я не был е вторият студиен албум на Александър Маршал. Издаден е от лейбъла Iceberg Music и включва 10 песни. Композитор на албума са певецът, Павел Есенин, А. Вулих, Сергей Патрушев, Ярослав Трусов

## Песни от албума
1. Жизнь Взаймы
2. Небо
3. Уж Ты Прости
4. Отпускаю
5. Прощай
6. Как Тебя Найти
7. Золотое Время
8. Свободна
9. Собачий Вой
10. Старый Двор